# Меренбах
Меренбах (њем. Möhrenbach) општина је у њемачкој савезној држави Тирингија. Једно је од 44 општинска средишта округа Илм. Према процјени из 2010. у општини је живјело 706 становника. Посједује регионалну шифру (AGS) 16070035.

## Географски и демографски подаци
Меренбах се налази у савезној држави Тирингија у округу Илм. Општина се налази на надморској висини од 540 метара. Површина општине износи 13,8 km². У самом мјесту је, према процјени из 2010. године, живјело 706 становника. Просјечна густина становништва износи 51 становника/km².